# 천장욱
천장욱(千章郁, 일본식 이름: 大山健正오야마 다케마사, 大山健忠오야마 다케타다, 1867년 음력 6월 1일 ~ 1923년 양력 9월 1일)은 상인 출신으로 일제강점기에 지방 관료와 조선총독부 중추원 참의를 지냈다.

## 생애
본적은 전라북도 고창군 고창읍이며, 본관은 영양이다. 당시 교통의 요지이며 상업 중심지이던 강경포 북촌 지역에서 부모의 가업을 물려받아 도매업에 종사했다.
천장욱과 그의 어머니는 1891년 강경 지역에 들어온 일본인 5명의 목숨을 구해주었고, 1894년 동학농민운동이 발생했을 때도 농민군에게 몸값을 지급하고 3명의 일본인을 살려주는 등 강경 지역 일본인들에게 "은인"으로 불릴 만큼 이들을 헌신적으로 도왔다. 이같은 공로를 인정받아 조선에 진출한 일본인들이 설립한 기업인 계림장업단(鷄林奬業團)으로부터 감사장을 받기도 했다. 계림장업단은 조선에 진출한 일본인 행상의 권익 보호를 위해 결성되었으나, 실제로는 부랑자들이 참여해 문제를 일으킨 단체였다.
1902년 유길준이 일본육군사관학교 졸업생들과 결탁하여 내각 전복을 꾀한 쿠데타 음모사건에 연루되어, 국사범 신분으로 일본으로 망명했다. 계획이 사전에 누설되어 실패로 돌아간 이 사건에서 천장욱은 유길준의 자금원 역할을 맡았다. 일본 망명 중 같은 사건으로 피신해 있던 최린을 손병희와 연결시켜 준 것으로 추정된다.
일본의 세력이 곧 강해져 4년 만인 1906년 특사령이 내려지면서 귀국했고, 1909년 전북 임실군 군수를 맡아 관직에 오를 수 있었다. 1910년 한일 병합 조약이 체결된 뒤에도 그대로 임실군수 자리를 유지했고, 1920년까지 약 10년간 여산군(현 익산시), 무장군(현 고창군), 고창군의 군수로 차례로 재직했다.
1921년 중추원 개편 때 참의가 되어 2년 후 병사할 때까지 재임했다. 군수 재직 중이던 1912년과 1915년 일본 정부로부터 한국병합기념장과 다이쇼대례기념장을 각각 받은 바 있고, 고창군수로 근무하면서 전라북도 지방토지조사위원회 임시위원을 맡아 일제의 토지조사사업에 협조했다.

## 사후
2002년 민족정기를 세우는 국회의원모임이 발표한 친일파 708인 명단, 2008년 친일인명사전 편찬을 위해 공개된 민족문제연구소의 친일인명사전 수록예정자 명단에 포함되었다. 2007년 대한민국 친일반민족행위진상규명위원회가 선정한 친일반민족행위 195인 명단에도 들어 있다.

## 같이 보기
- 조선총독부 중추원

## 참고자료
- 친일반민족행위진상규명위원회 (2007년 12월). 〈천장욱〉 (PDF). 《2007년도 조사보고서 II - 친일반민족행위결정이유서》. 서울. 850~857쪽쪽. 발간등록번호 11-1560010-0000002-10. [깨진 링크(과거 내용 찾기)]